# Феодосий Антиохийский
Феодо́сий (др.-греч. Θεοδόσιος; середина IV века — V век) — христианский подвижник, сирийский пустынник, преподобный.
Сведения о жизни Феодосия сообщает Феодорит Кирский в 10 главе своей книги «История боголюбцев». Феодосий происходил из Антиохии и был известен знатностью своего рода. Он оставил и дом и родных и выбрал путь монашества. Феодосий поселился в хижине, которая находилась в долине, на юго-востоке от Киликийского города Росс (др.-греч. Ῥῶσός). Долина спускалась к Средиземному морю. Здесь Феодосий проводил жизнь в иноческих подвигах — воздержании, лежании на земле; ношении власяницы. Он был чрезвычайно строгий подвижник, на шее, пояснице и обеих руках Феодосий носил железные вериги. Подвижник не стриг волосы, их длина была до его ног; впоследствии волосы стали ещё более длинные, из-за чего он и обвязывал ими свои бёдра. Феодосий занимался и работой; он плёл опахала и коробочки, обрабатывал небольшие пашни, сеял на них семена и собирал необходимые плоды для своего пропитания.
Через некоторое время молва о нём распространилась, и многие люди стали приходить к нему, имея желание присоединиться к нему в его монастыре. Феодосий принимал людей и учил их. Одни из монахов в обители Феодосия ткали паруса и власяницы, другие плели опахала и коробочки, третьи обрабатывали землю. Благодаря тому, что обитель находилась вблизи моря, Феодосий построил лодку и использовал её для перевозки грузов. В качестве грузов были изделия, которые создавали монахи. Их Феодосий продавал и на вырученные деньги покупал и привозил всё необходимое для монастыря. Феодосий заботился о странниках и принимал их в монастыре.
Окрестности Антиохии, в том числе монастырь Феодосия, в это время подвергались набегам варваров. Предстоятели церквей, опасались, как бы варвары ради корысти не захватили Феодосия и предложили ему поселиться в Антиохии. Варвары перед этим захватили двух предстоятелей Церкви в плен и отпустили их на свободу лишь после того, как получили за обоих выкуп в четыре тысячи златниц. Феодосий послушал предстоятелей пришел в Антиохию и поселился в одном убежище около реки, возле селения Марато (др.-греч. Μαρατὼ), где создал монастырь. Феодорит описывает чудо, совершенное Феодосием — выше устроенного им монастыря находилась крутая скала, сухая и безводной; Феодосий ударил по скале жезлом, после чего открылся источник и из скалы к монастырю потекла вода, которая впоследствии пользовались насельники обители. Феодосий умер в Антиохии его тело пронесено было посреди города, в сопровождении всех жителей, в том числе самых высших начальников. У погребального тела Феодосия возникли споры и ссоры: все желали нести его и прикоснуться к мощам святого и получить при этом благословение свыше. Мощи подвижника пронесли через город, и Феодосий был похоронен в одной пещере вместе с телами Иулиана, Афраата. Начальником монастыря после Феодосия стал Елладий (др.-греч. Ἑλλάδιος), который был настоятелем в продолжение шестидесяти лет; после чего он стал епископом Киликии. После него монастырь Феодосия возглавил ученик Елладия — Ромул (др.-греч. Ῥώμυλος).